# San Pedro partido
San Pedro egy partido Argentína középpontjától keletre, Buenos Aires tartományban. Székhelye San Pedro.

## Népesség
A partido népessége a közelmúltban a következőképpen változott:
| Év   | Lakosság |
| ---- | -------- |
| 2001 | 54 873   |
| 2010 | 59 036   |